# یوناتان هیلبرت
یوناتان هیلبرت (آلمانی: Jonathan Hilbert; ۲۱ آوریل ۱۹۹۵) دونده پیاده‌روی سرعت اهل  است.
وی در مسابقات کشوری و بین‌المللی در مجموع برندهٔ ۱ مدال نقره شده‌است.